# NGC 6481
NGC 6481 је група звезда у сазвежђу Змијоноша која се налази на NGC листи објеката дубоког неба.
Деклинација објекта је + 4° 10' 2" а ректасцензија 17h 52m 49,0s. Привидна величина (магнитуда) објекта NGC 6481 износи 13,7.